# Alfred von Seckendorff

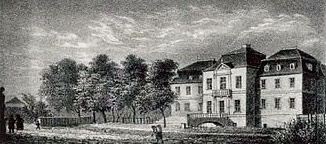
Schloss Meuselwitz (1800)

Alfred Freiherr von Seckendorff-Gudent (* 14. September 1796 in Meuselwitz; † 28. März 1876 ebenda) war ein deutscher Dichterjurist in Sachsen-Altenburg.

## Leben

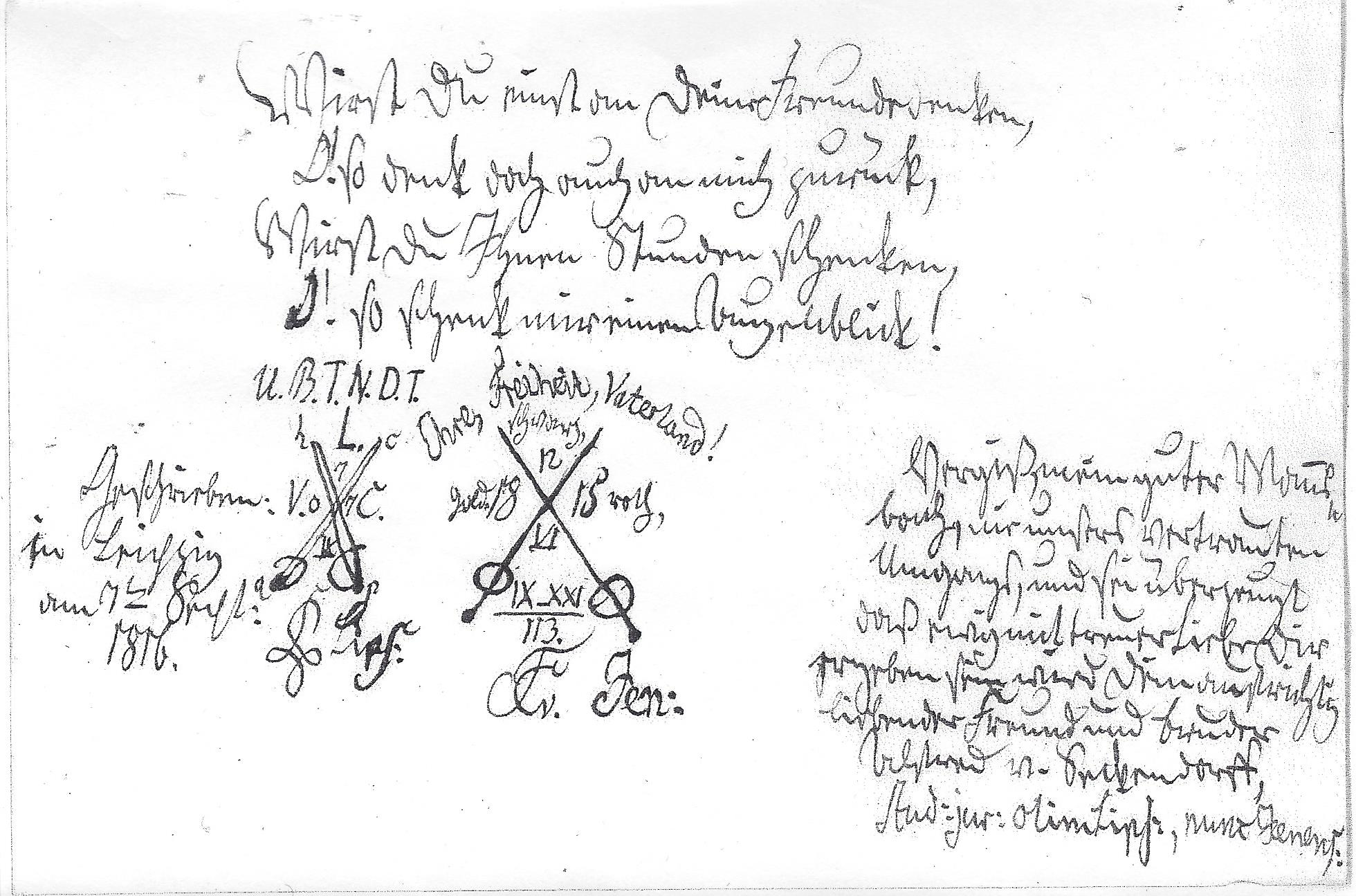
Stammbuchblatt v. Seckendorffs – einzigartiges Nebeneinander der Zirkel von Corps und Urburschenschaft

Alfreds Eltern waren der kursächsische Kammerherr Veit Ludwig v. Seckendorff (1763–1827) und seine Frau Julie Freiin von Schwarzenfels. Nachdem er seine Mutter im Alter von zwei Jahren verloren hatte, wurde er von dem Meuselwitzer Pfarrer Johann Gottlob Schreckenberger erzogen. Der schickte Alfred auf die Klosterschule Roßleben.
Nach dem Abitur studierte er ab dem Wintersemester 1813/14 an der Universität Leipzig Rechtswissenschaft und Kameralwissenschaft. Als Renonce (alter Art) schloss er sich dem Corps Lusatia Leipzig an. 1816 wechselte er an die Universität Jena. Er ging 1816 in die Urburschenschaft, die 1815 an die Stelle des SC zu Jena getreten war.  Im Stammbuch eines Corpsbruders verewigte er sich 1816 mit den Bundeszeichen der Lusatia und der Urburschenschaft. Dem Corps Lusatia immer eng verbunden, wurde er auf dessen 50. Stiftungsfest (1857) rezipiert.
Nach dem Studium trat er in den Staatsdienst des Herzogtums Sachsen-Altenburg. 1823 wurde er Regierungsrat in Altenburg, dann Kreishauptmann des Ostkreises. Nach dem Tod seines Vaters erbte er 1826 als 6. Majoratsherr den Besitz. Am Schloss Meuselwitz und seiner Erhaltung uninteressiert, widmete er sich der Landwirtschaft. Ab 1832 war er zugleich Präsidialgehilfe bei der Landschaft des Herzogtums Sachsen-Altenburg. Seit 1840 Regierungspräsident zu Altenburg, zog „Bürger Alfred“ sich 1848 wegen der Unruhen in Sachsen von seinen Ämtern zurück. Er bereiste Deutschland, Österreich, Schweden und Norwegen. 
Er war 1838 Mitbegründer der Geschichts- und Altertumsforschenden Gesellschaft des Osterlandes. Als vielseitiger Schriftsteller schrieb er unter dem Pseudonym „Alpin“ (oder „Absalon“) Novellen, Gedichte, Literaturkritiken zu Dramen und Reiseberichte. Vieles erschien in den Altenburger Zeitschriften Der Komet und Die Rose. Seckendorff besuchte oft Franzensbad in Böhmen. Dort im Vorstand der evangelischen Kurgemeinde, sorgte er für den Bau einer evangelischen Kirche. Für die Meuselwitzer Schule tat er viel. Die 1821 geschlossene Ehe mit Marie v. Tümpfling († 1852) blieb kinderlos. Marie begründete und unterhielt eine Kleinkinderschule in Meuselwitz.

„Alfred von Seckendorff hat für die Bewohner von Meuselwitz viel getan. Für alle Gemeindeangelegenheiten zeigte er stets reges Interesse. Im Jahre 1847 ließ er den Gasthof zum Weinberg neu erbauen. Er verzichtet zugunsten der Armen auf das Ständegeld vom Jahrmarkt, welches dem Rittergut zustand. Er gründete eine Vorschußkasse 1849 mit ganz geringem Zins, um den Geschäftsleuten zu helfen. Er war 28 Jahre lang deren Vorsitzender, in dieser teuren Zeit eine segensreiche Einrichtung. An ihn erinnern zwei Legate (Schenkung) zu 6000 M und 4500 M. Die Zinsen des ersteren sollten den Armen zukommen und die anderen den aus Meuselwitz, Mumsdorf, Starkenberg, Kostitz und Schnauderhainichen stammenden Studierenden der Universität, des Lehrerseminars und des Gymnasiums. Auch für das Hospital leistete er manchen Zuschuß. Streitigkeiten mit der Kommune brachten es so weit, dass er die Höhe des Betrages an die Kleinkinderschule kürzte. Für den Braunkohlenabbau setzte er sich sehr ein, sah er doch in diesem Gewerbe einen Broterwerb für die Bewohner. Er gab Christian Kluge 1844 das Zeugnis, dass er Unternehmungsgeist besitzt und sich durch seine Kohlengräberei um den Ort verdient gemacht hat. Er soll auch den Namen »Zum Fortschritt« für die erste Aktiengesellschaft vorgeschlagen haben. Die Erinnerung an seine Unterstützung kam auch in dem »Alfredschacht« zum Ausdruck.“

## Werke

Ostkreis von Sachsen-Altenburg

- Kreuz- und Querzüge des Ritters A–Z
- Bilder aus meinem Wanderleben, Gedichtsammlung. Altenburg 1846.

## Ehrungen
- Kammerherr
- Großkreuz des Herzoglich Sachsen-Ernestinischen Hausordens
- Komtur des Österreichisch-kaiserlichen Leopold-Ordens
- Roter Adlerorden
- Guelphen-Orden
- Orden vom Heiligen Michael (Bayern-Kurköln)
- Wirkl. Geh. Rat mit dem Titel Exzellenz (1848)

Die Meuselwitzer Puschkinstraße hieß früher Alfredstraße.